# (10070) Liuzongli
(10070) Liuzongli es un asteroide que forma parte del cinturón de asteroides y fue descubierto por Henri Debehogne el 7 de febrero de 1989 desde el Observatorio de La Silla, Chile.

## Designación y nombre
Liuzongli fue designado inicialmente como 1989 CB8.
Más tarde, en 2005, se nombró en honor del astrónomo chino Liu Zongli.

## Características orbitales
Liuzongli orbita a una distancia media de 2,262 ua del Sol, pudiendo acercarse hasta 2,048 ua y alejarse hasta 2,475 ua. Tiene una inclinación orbital de 2,266 grados y una excentricidad de 0,09445. Emplea en completar una órbita alrededor del Sol 1242 días. El movimiento de Liuzongli sobre el fondo estelar es de 0,2898 grados por día.

## Características físicas
La magnitud absoluta de Liuzongli es 14,2.